# Mózes Huba
Mózes Huba (Kolozsvár, 1941. június 2. –) erdélyi magyar irodalomtörténész, az irodalomtudományok doktora (1977), Mózes András református lelkész fia, Kabán Annamária férje.

## Életútja
Középiskolai tanulmányait a Brassai Sámuel Líceumban (1959) végezte, a Babeș–Bolyai Tudományegyetemen szerzett magyar nyelv és irodalom szakos tanári diplomát (1964), s ugyanitt kapta meg a filológiai tudományok doktora címet (1977). (Egyetemi oklevelét az ELTE BTK, irodalomtudomány kandidátusi oklevelét a TMB honosította.) 
Az erdélyi magyar irodalom kutatását 1969-ben a Román Akadémia kolozsvári Nyelvtudományi és Irodalomtörténeti Intézetében kezdte, ahol április 1-től segédkutató, 1973-tól tudományos kutató, 1990-től főkutató. A nyolcvanas-kilencvenes évek akadémiai keretében – tudományszakja egyedüli képviselőjeként – a vers, a széppróza, az irodalomkritika, az irodalmi érdekű sajtó, az irodalmi kapcsolatok kérdéskörében végzett forrásfeltáró, elemző munkát. Az egyetemi oktatásba az 1988/89. tanévtől kapcsolódott be. A Babeș–Bolyai Tudományegyetem magyar irodalom szakán – az erdélyi felsőfokú magyar szakos oktatás rendkívüli körülmények közötti átmentését szolgálva – a reformtörekvések korszakának, a felvilágosodás korának, majd a régi magyar irodalom korszakainak a tárgyköréből tartott előadásokat, vezetett szemináriumot. Kezdeményezője volt az erdélyi egyetemi újságíróképzésnek.
1993-tól az oktatói-kutatói munkát főállásban a Miskolci Egyetem megalakulóban lévő Bölcsészettudományi Kara egyetemi docenseként folytatta, ahol verstant, irodalom- és művelődéstörténetet, irodalmi kapcsolattörténetet tanított. 1994-től az újonnan alakult Középeurópai Népek Irodalma Tanszék helyettes vezetője. Párhuzamosan 1993/94-ben a Magyar Képzőművészeti Főiskolán, 1994/95. és 1996/97. között a Károli Gáspár Református Egyetemen is oktatott. Meghívott oktatóként adott elő a kolozsvári és az udinei egyetemen, előadást tartott továbbá a bécsi, a nápolyi, az uppsalai, a helsinki és a krakkói egyetemen is.
A kolozsvári Nyelvtudományi és Irodalomtörténeti Intézet, majd a Miskolci Egyetem keretében végzett kutatói munkájának eredményeit magyar, francia, román és angol nyelven külföldi és hazai publikációkban tárta a nyilvánosság elé.
1983 és 1993 között a Nyelv- és Irodalomtudományi Közlemények vezető tanácsának, 1991-ben az MTA Verstani Munkabizottságának, 1992 és 1995 között az Erdélyi Múzeum-Egyesület Bölcsészet-, Nyelv- és Történettudományi Szakosztálya választmányának tagja. 1992–1993-ban az újraalakított Erdélyi Szépmíves Céh füzeteit szerkesztette.
1993 januárjában Kolozsvárt nemzetközi Oláh Miklós-konferenciát, Miskolcon 2001 októberében a magyar széppróza kérdéseiről nemzetközi intertextualitás-konferenciát, 2013-ban nemzetközi Dsida Jenő-emlékkonferenciát, 2014-ben az Erdélyi Szépmíves Céh indulásának 80. évfordulója alkalmával nemzetközi konferenciát, 2015-ben nemzetközi Reményik Sándor-emlékkonferenciát szervezett. 2007-ben az MTA Dsida Jenő-konferenciáját, a PIM Dsida Jenő-emlékkiállítását, és a Tokaji Írótáborban Dsida Jenő emléktáblájának avatását kezdeményezte.
Tudományos munkásságának fő területei: a romániai magyar irodalom, a román-magyar irodalmi kapcsolatok története és a magyar verstan. Kutatásai részben irodalom-, azon belül vers- és kritikatörténeti, valamint sajtó- és kapcsolattörténeti kérdésekre irányultak.
Eredeti forráskutatásokon alapuló tanulmányokat közölt a Korunk indulásáról (A Hét, 1975/21), irodalmi elvek és elméletek alakulásáról az 1830-as és 1840-es évek erdélyi magyar sajtójában (NyIrK, 1975/1), a 20. század eleji erdélyi és bánsági magyar irodalmi szervezkedésekről (NyIrK, 1976/1), az 1920-as évek romániai magyar irodalomkritikai törekvéseiről (NyIrk, 1977/2), a Keleti Újságról (NyIrK, 1978/2 és 1979/1), a romániai magyar képzőművészek és a Helikon kapcsolatáról, szervezkedéséről (Utunk, 1979/20), a Brassói Lapokról (NyIrK, 1980/1), a romániai magyar írói tömörülések történetéről (NyIrK, 1980/2). A Romániában megjelent magyar irodalomtörténeti vonatkozású írások válogatott bibliográfiáját 1979-től kezdve folytatólagosan megjelenteti a NyIrK hasábjain.
A költészet kérdéseivel mind történeti, mind verselméleti összefüggésben egyaránt foglalkozik. Átfogó tanulmányt közöl a népdalvers sorfajairól az Irodalomtudományi és stilisztikai tanulmányok 1984-es kötetében, Vargha Jenő Lászlóval közösen írta A színek vallomása (Korunk, 1987/9) és A nyelvében élő közösség személyiségképéhez (Élet és Irodalom, Budapest, 1990/29) c. értekezéseit, s a romániai magyar verskötetek megjelenésének dinamikáját elemezte az 1944-től 1987-ig terjedő időszakban (NyIrK, 1988/2). Verselméleti oldalról közelítette meg a román-magyar irodalmi kapcsolatok kérdéseit is. Elemezte Mihai Eminescu Glossza c. versét, összevetve annak Dsida Jenő- és Szabédi László-féle fordításával (NyIrK, 1970/1), az aranymetszés érvényesülését a Poemele luminii c. versben (Steaua, 1986/9) és a Harmadik levélben (Utunk, 1989/24), s ugyancsak az Eminescu-évfordulóra jelentette meg Eminescu költészete az egyidejűség költészete c. tanulmányát (Igaz Szó, 1989/6).
Maga is jelentkezett versekkel a romániai magyar irodalmi lapokban; három költeményét közölte a Vitorla-ének c. antológia (1967).
Önálló kismonográfiát jelentetett meg József Attiláról Majd a szabadság békessége is eljön címmel. (Kolozsvár, 1970) és Szabédi Lászlóról Az egészet akartam címmel. (Kolozsvár, 1984). Sajtó, kritika, irodalom (1983) és Forrása rég fakadt... (1985) c. tanulmányköteteiben a romániai magyar irodalomra és sajtótörténetre vonatkozó legfontosabb kutatásainak eredményeit gyűjtötte össze.
Gondozásában és bevezető tanulmányaival jelent meg a József Attila és a román költészet (1972), az Emil Isac és a magyar irodalom (1986) és az Eminescu a magyar irodalomban (1989) c. kötet. A Romániai Magyar Írók sorozatban sajtó alá rendezte és bevezetővel, valamint bibliográfiai függelékkel látta el Brassai Viktor Példázat kétkedőknek (1971), Jancsó Elemér Kortársaim (1976), Kahána Mózes Tarackos – Hat nap és a hetedik – Elbeszélések (1978) c. köteteit, a Tanulók Könyvtárában a baloldal költészetét tartalmazó Férfiúdal 1933-1944 c. antológiát (Kolozsvár, 1972), Eötvös József A falu jegyzője c. regényét (1973), a régi magyar irodalomból összeállított Világ világa, virágnak virága (Kolozsvár, 1981) c. antológiát, Szabédi László vers- és műfordításkötetét (Rózsahullató fa. Kolozsvár, 1982), majd egy válogatást kötött formájú költeményekből Égi csikón címmel, verstani magyarázatok kíséretében (Kolozsvár, 1985). A Román Akadémia kolozsvári fiókjának sokszorosításában Romániai magyar verseskönyvek : 1944-1989 c. repertóriuma jelent meg (Kolozsvár, 1991); szerkesztette az újraindult ESZC első kiadványait.
Több évtizedes munka során szilárdult meg benne a meggyőződés, hogy a verset elsődlegesen nyelvi megnyilatkozásként érdemes vizsgálni. Ez késztette korábbi részeredményeinek egységbe vonására az állandóság és változás egyidejűségét tételező könyvében (A kötöttség körei. Állandóság és változás egyidejűsége a versben. Koinónia, Kolozsvár, 2006.). Az utóbbi években verstani kérdések mellett elsősorban a Dsida-kutatás kérdései foglalkoztatják.
2011-ben Miskolcon a Lévay József Közművelődési Egyesület pártfogásával megalapította az Észak-magyarországi Irodalmi Kört. A Kör rendezvényeire számos hazai és külföldi neves előadót hívott meg, és számos előadást ő maga tartott (például Babits és Reményik költészetéről, a Hymnus lehetséges ritmikai előzményeiről, a Szent László énekről, a Szózat versformaváltozatairól, az Erdélyi Szépmíves Céhről, valamint többször Dsida Jenő költészetéről). A Kör 2013. évi Dsida-konferenciáján bejelentette a Dsida Akadémia megalakulását. A magyar kultúra napja alkalmával az MTA Miskolci Területi Bizottságával közösen szervezett 2014-ben, 2015-ben és 2016-ban ünnepi műsort.
2011-ben pályatársai, barátai és tanítványai Versében él (Mózes Huba köszöntése 70. születésnapján. Szerkesztette: Gréczi-Zsoldos Enikő. Bíbor Kiadó, Miskolc, 2011) című köszöntő kötetükkel tisztelték meg.
2012-ben Miskolc Megyei Jogú Város Közgyűlése Szabó Lőrinc Irodalmi Díjban részesítette.
2011-től az Észak-magyarországi Irodalmi Kör, 2013-tól a Dsida Akadémia Kárpát-medencei bizottságának az elnöke.

## Főbb művei
- „Majd a szabadság békessége is eljön...” (Kismonográfia József Attiláról.) Kolozsvár: Dacia Könyvkiadó, 1970. 119 l.
- Sajtó, kritika, irodalom. Bukarest: Kriterion Könyvkiadó, 1983. 176 l.
- Az egészet akartam. (Kismonográfia Szabédi Lászlóról.) Kolozsvár: Dacia Könyvkiadó, 1984. 196 l.
- Forrása rég fakadt... (Tanulmányok, dokumentumok.) Bukarest: Kriterion Könyvkiadó, 1985. 287 l.
- Romániai magyar verseskönyvek / Volume de versuri maghiare din România (1944–1989). Kolozsvár: Román Akadémia, Kolozsvári Fiók, Nyelvészeti és Irodalomtörténeti Intézet, 1991. 110 l.
- A fejedelemasszony portréjához. (Tanulmányok, dokumentumok.) Budapest: Balassi Kiadó, 1994. 160 l. ISBN 963-7873-55-4
- Semantica structurii textului poetic (A költői szöveg szerkezetének szemantikája) Sémantique de la structure du texte poétique. Bucureşti: Editura Fundaţiei Culturale Române, 2000. 99 l.
- Verstörténeti kérdések. Miskolc: Miskolci Egyetem, Bölcsészettudományi Kar, 2001. 104 l.
- Míves munka a vers. A szonett kötöttsége és kötetlensége. Miskolc: Bíbor Kiadó, 2004. 62 l. ISBN 963 9466 65 4
- Illik néki a minét. A refrén mint versszerkezeti alakzat. Miskolc: Bíbor Kiadó, 2005. 69 l.
- Itt flóta, okarína. A rím mint versszerkezeti alakzat. Miskolc: Bíbor Kiadó, 2005. 50 l.
- A kötöttség körei. Állandóság és változás egyidejűsége a versben. Kolozsvár: Koinónia, 2006. 240 l. ISBN 978-973-760-528-3
- Amit az ember álmodni tud. Jegyzetek erdélyiségről, irodalomról. Miskolc: Bíbor Kiadó, 2006. 61 l. ISBN 963 9634 16 6
- Repülőhíd a sínek felett. Barangolás irodalmi téridőben. Miskolc: Bíbor Kiadó, 2006. 75 l. ISBN 978-963-9634-37-4
- Vers és lélek. Dsida Jenő és költészete. Miskolc: Bíbor Kiadó, 2007. 135 l. (Kabán Annamáriával.) ISBN 978-963-9634-51-0
- A fáklyák már égnek. Erdélyiségről és irodalomról. Kolozsvár: Stúdium Könyvkiadó, 2009. 149 l. ISBN 978-973-643-155-5
- Textus és intertextus. Szövegek világa a Dsida Jenő-i szövegvilágban. Miskolc: Bíbor Kiadó, 2009. 160 l. (Kabán Annamáriával) ISBN 978-963-9634-87-9
- Párbeszéd vendégségben. Az irodalom szerepe és szereplői. Miskolc: Bíbor Kiadó, 2010. 72 l.
- Ó, múzsa, tedd, mi Istened parancsa. Dsida-versek és -fordítások szövegépítése. Miskolc: Bíbor Kiadó, 2011. 213 l. (társszerzővel)
- A Miskolc-belvárosi Református Egyházközség és felújított műemlék temploma. Miskolc, 2012. 96 l. (társszerzővel)
- Pohárfelirat. Esszék, előadások. Miskolc: Bíbor Kiadó, 2013. 87 l.
- Kabán Annamária–Mózes Huba: Reflexió és önreflexió Dsida Jenő költészetében. Esszék, szövegtani megközelítések; Bíbor, Miskolc, 2014
- Elődei emberségéből – utódaink emberségéért. A százhuszonöt éve született Reményik Sándor emlékére 2015. május 28-án rendezett miskolci tudományos konferencia előadásai; szerk. Kabán Annamária, Mózes Huba; Bíbor, Miskolc, 2015
- Fényes körútjain a végtelennek. Esszék, jegyzetek; Bíbor, Miskolc, 2016
- Honfoglaló, nagy írónemzedék. Az Erdélyi Helikon írói közösség megalakulásának 90. évfordulójáról megemlékező miskolci tudományos konferencia előadásai; szerk. Kabán Annamária, Mózes Huba; Bíbor, Miskolc, 2016
- Egész világhoz lángbeszédül. A 110 éve született Dsida Jenő emlékét idéző miskolci tudományos konferencia előadásai; szerk. Kabán Annamária, Mózes Huba; Bíbor, Miskolc, 2017
- Kabán Annamária–Mózes Huba: Tárt kapukhoz fényösvény viszen. Dsida Jenő költészete és műfordításai; Guttenberg Pál Népfőiskola–Orpheusz, Szanda–Budapest, 2018
- Egyre közelebb az éghez. Esszék, irodalmi tanulmányok; Kárpát-medencei Tehetséggondozó Nonprofit Kft., Budapest, 2019
- Vidáman folynak napjaim. Egy versforma születésének évfordulójára. Tanulmány és antológia; Magyar Napló, Budapest, 2019
- Hajdan és most. Versépítő formák a magyar költészetben; Előretolt Helyőrség Íróakadémia, Budapest, 2021
- Iszonyú, vad nyár lesz. Esszék; EMKE–Művelődés, Kolozsvár, 2021
- A föld felett, az ég alatt. Esszék; Bíbor, Miskolc, 2022
- Mindig magunkért, soha mások ellen. Esszék; Bíbor, Miskolc, 2022
- Széljegyzetek önazonosság-tudatunk alakulástörténetéhez; Bíbor, Miskolc, 2023
- Itt van, itt. Versek; Művelődés, Kolozsvár, 2023
- Az idő gyönyörű volt. Széljegyzetek, emlékeztetők; Bíbor, Miskolc, 2024

## Antológiák
- József Attila és a román költészet. Bukarest: Kriterion Könyvkiadó, 1972. 152 l. (Téka)
- Férfiúdal. Kolozsvár: Dacia Könyvkiadó, 1972. 208 l. (Tanulók könyvtára)
- Világ világa, virágnak virága. A magyar irodalom kezdetei. Kolozsvár: Dacia Könyvkiadó, 1981. 280 l.
- Égi csikón. Kolozsvár: Dacia Könyvkiadó, 1985. 352 l.
- Emil Isac és a magyar irodalom. Bukarest: Kriterion Könyvkiadó, 1986. 224 l.
- Eminescu a magyar irodalomban/ Eminescu în literatura maghiară. Bukarest: Kriterion Könyvkiadó, 1989. 468 l. ISBN 973-26-0070-5
- Az Erdélyi Szépmíves Céh és a Helikon indulásának dokumentumaiból. Kolozsvár: Erdélyi Szépmíves Céh, 1992. 56 l.
- Tükör előtt. Képek és iratok Dsida Jenő hagyatékából. Kolozsvár: Erdélyi Szépmíves Céh, 1992. 24 l. (társszerkesztővel)
- A nemes magyar jádzó társaság jelenti. Válogatás régi kolozsvári színlapokból. Kolozsvár: Erdélyi Szépmíves Céh, 1993. 16 l. (társszerkesztővel)
- Térképlapok Kolozsvár történetéből. Kolozsvár: Erdélyi Szépmíves Céh, 1993. 16 l. (társszerkesztővel)
- Kötött formájú költemények antológiája. Budapest: Balassi Kiadó, 1997. 396 l. ISBN 963-506-177-3
- Napkelet 1920−1922. Kolozsvár: Kriterion Könyvkiadó, 2004. 323 l. ISBN 973-26-0739-4
- Világfigyelő tető. Mozzanatok az Erdélyi Helikon történetéből. 1928−1944. Miskolc: Bíbor Kiadó, 2008. 354 l.